# یواس‌اس گیتارو (اس‌اس‌ان-۶۶۵)
یواس‌اس گیتارو (اس‌اس‌ان-۶۶۵) (به انگلیسی: USS Guitarro (SSN-665)) یک زیردریایی بود که طول آن ۲۹۲ فوت ۳ اینچ (۸۹٫۰۸ متر) بود. این زیردریایی در سال ۱۹۶۸ ساخته شد.